# Raja Club Athletic (omnisports)
Cet article concerne le club omnisport. Pour sa section football, voir Raja Club Athletic.
Pour les articles homonymes, voir RCA.
Le Raja Club Athletic abrégé en Raja CA ou RCA (en arabe : نادي الرجاء الرياضي, en berbère: ⵔⴰⵊⴰ ⵏ ⵜⴷⴷⴰⵔⵜ ⵜⵓⵎⵍⵉⵍⵜ), est un club omnisports marocain basé à Casablanca.
Le Raja CA a été fondé le 20 mars 1949 à Derb Sultan par des nationalistes et syndicats marocains, à leur tête Mahjoub Ben Seddik, chef historique de l'Union marocaine du travail, et Mohamed Maâti Bouabid, ex-premier ministre et ex-ministre de la justice du Maroc. Le club est notamment célèbre pour les succès de sa section de football, très populaire au Maroc.
De l'athlétisme au basketball, passant par le handball et le water-polo, plusieurs sections ont vu le jour durant les décennies qui ont suivi la création de la section football, dont certaines ont disparu. Le comité directeur du Raja Club Athletic siège au Complexe sportif Raja-Oasis, situé dans le quartier de l'Oasis au sud-ouest de Casablanca, et est chargé de la gestion et de la coordination entre toutes les sections du club.
Le Raja CA englobait et englobe plusieurs sections sportives dans les sports et disciplines suivants: football, football féminin, futsal, beach soccer, basket-ball, basket-ball féminin, handball, handball féminin, handball sur plage, volleyball, volleyball féminin, volleyball sur plage, athlétisme, cyclisme, natation, water-polo, water-polo féminin, sports subaquatiques, ping-pong, sauvetage, cricket, hockey sur gazon, hockey en salle, rugby, haltérophilie, lutte, boxe, full-contact, free-fight, judo, sambo, taijitsu, karaté, taekwondo, aïkido, aérobic, gymnastique, escrime, tir à l'arc, tennis, tennis de table, badminton, pétanque, motomarine, yachting à voile, planche à voile, surf, échecs, e-sports et anciennement le théâtre et le scoutisme.

## Histoire

### Histoire du club
À la fin des années 1940 à Derb Sultan, quartier populaire de Casablanca où la résistance battait son plein à l'époque du protectorat français, il n'existait aucune équipe de football d'élite qui concourait en première division nationale. Chez un groupe de nationaux et de syndicalistes marocains, à leur tête Mahjoub Ben Seddik, fondateur et chef historique de l'Union marocaine du travail, et Mohamed Maâti Bouabid, futur premier ministre et ministre de la justice, une idée émerge qui était alors de créer un club pour regrouper les meilleurs joueurs qui étaient éparpillés dans les petites équipes amateurs du coin, à l'instar de Al-Fath ou Al-Nassr, basées respectivement à Derb Kabir et Derb Bouchentouf.
Pour convaincre ces équipes de se regrouper et préparer la création du club, les réunions se succédaient pendant plusieurs mois au café Al Watan, au café Bouya Saleh (qui existent encore aujourd'hui) et au bureau de rédaction de contrats de Hajji Ben Abadji qui deviendra par la suite le premier président du club.
Durant la soirée du 19 mars 1949, les fondateurs se réunissent pour finaliser l'instauration du club. Cependant, ils mettent l'accent sur la nécessité que le club soit indépendant de toute influence coloniale, puisque la France régulait la création des clubs sportifs en interdisant la présidence d'un club marocain à un citoyen marocain. Les fondateurs eurent alors l'idée de contourner cette loi en laissant le fauteuil, pour six mois, à Hajji Ben Abadji, algérien natif de Tlemcen qui bénéficiait de la nationalité française. Les autorités coloniales, prises au dépourvu, sont ainsi contraintes d'accepter ce fait. Parallèlement, Moulay Sassi Aboudarka Alaoui est désigné président d'honneur du club.
Après plusieurs tentatives pour trouver un nom, un tirage au sort entre les noms Raja et Fath, permit au nom Raja qui fut tiré trois fois de suite, d'être choisi. Il est également décidé que le symbole du club serait l'aigle, qui représentait pour les fondateurs le rapace fort, prestigieux et combatif. Tandis que le vert, couleur de l'Islam, est choisi comme couleur principale de l'équipe.
Le Raja Club Athletic voit officiellement le jour le 20 mars 1949 au Café Bouya Saleh, no 80 Rue Al Abassiyine à Derb Sultan, à travers sa section football. Parmi les fondateurs du club, Boujemaâ Kadri, qui s'est occupé notamment de l'organisation administrative préalable à la création du club, Tibari, Salah Medkouri, Mustapha Chemseddine, Karim Hajjaj, Ahmed Skalli Haddaoui, Choukri, Daoudi, Hachmi Nejjar, Mohamed Charfaoui, Laâchfoubi El Bouazzaoui, Abdelkader Jalal, Mohamed Naoui, et quelques autres intellectuels et résistants marocains qui se réunissaient chez Hamidou El Watani, propriétaire du café Al Watan. Quelque temps après, le club change de siège et déménage pour le quartier de Grigouane, no 122 rue no 5, toujours à Derb Sultan.
En 1957, le Raja récupère le Complexe de l'Aviation après la dissolution de l'Union sportive marocaine, qui prend alors le nom du Complexe sportif Raja-Oasis. Il sera choisi pour abriter le centre d'entraînement de l'équipe A et le centre de formation des jeunes de la section football.
Bien que le club soit initialement consacré au football, comme ses fondateurs l'indiquent, celui-ci devient progressivement omnisports à partir du lancement d'une première section alternative, celle d’athlétisme en 1967. Le siège de la section était à La Casablancaise, berceau de l'athlétisme marocain.
Cadre à l'Union marocaine du travail, Salah Medkouri a contribué à la création de la section athlétisme du Raja présidée à l'époque par Mohamed Tibari et encadrée par Abderrahmane Medkouri et Bouchaïb Maâchi. Sportif émérite, Salah Medkouri s'est montré tout au long de sa carrière dévoué à la cause du Raja et au football travailliste, très populaire à cette époque.
Au cours des années 1970, le club continue à s’ouvrir aux multisports et crée les sections de hockey sur gazon et handball puis le basket-ball et la boxe.
Le 10 novembre 1975, la section basketball est créée sous l'impulsion de Ahmed Afoullous, principal fondateur et premier président de la section, le pharmacien Mokhtar Aazi et le docteur Abdeljalil Lahrbly.
Le 8 novembre 1984, et à l'issue d'une réunion tenue à Casablanca, la section natation du Raja CA voit le jour. Le premier bureau dirigeant fut présidé par Abdelkader Retnani, et se composait de Abdellatif Laâski, Idriss Chaâbi, Dr. Abdeljalil Lahrably, Abdelmoula Lemsioui, El Bahi, Bennezha, Saadi et Cherkaoui.
La section cyclisme est fondée durant le milieu des années 1980 par Abdelkader Amri, ancien président de la Fédération royale marocaine de cyclisme.
En 1988, la section volleyball s'offre son premier titre en remportant le Championnat du Maroc. La saison suivante, le club remporte le doublé Coupe-Championnat.

En 1990, les poloïstes du Raja remportent la Coupe du trône, offrant à la section le premier titre de son histoire. Deux années après, ils remportent le Championnat maghrébin de water-polo. 

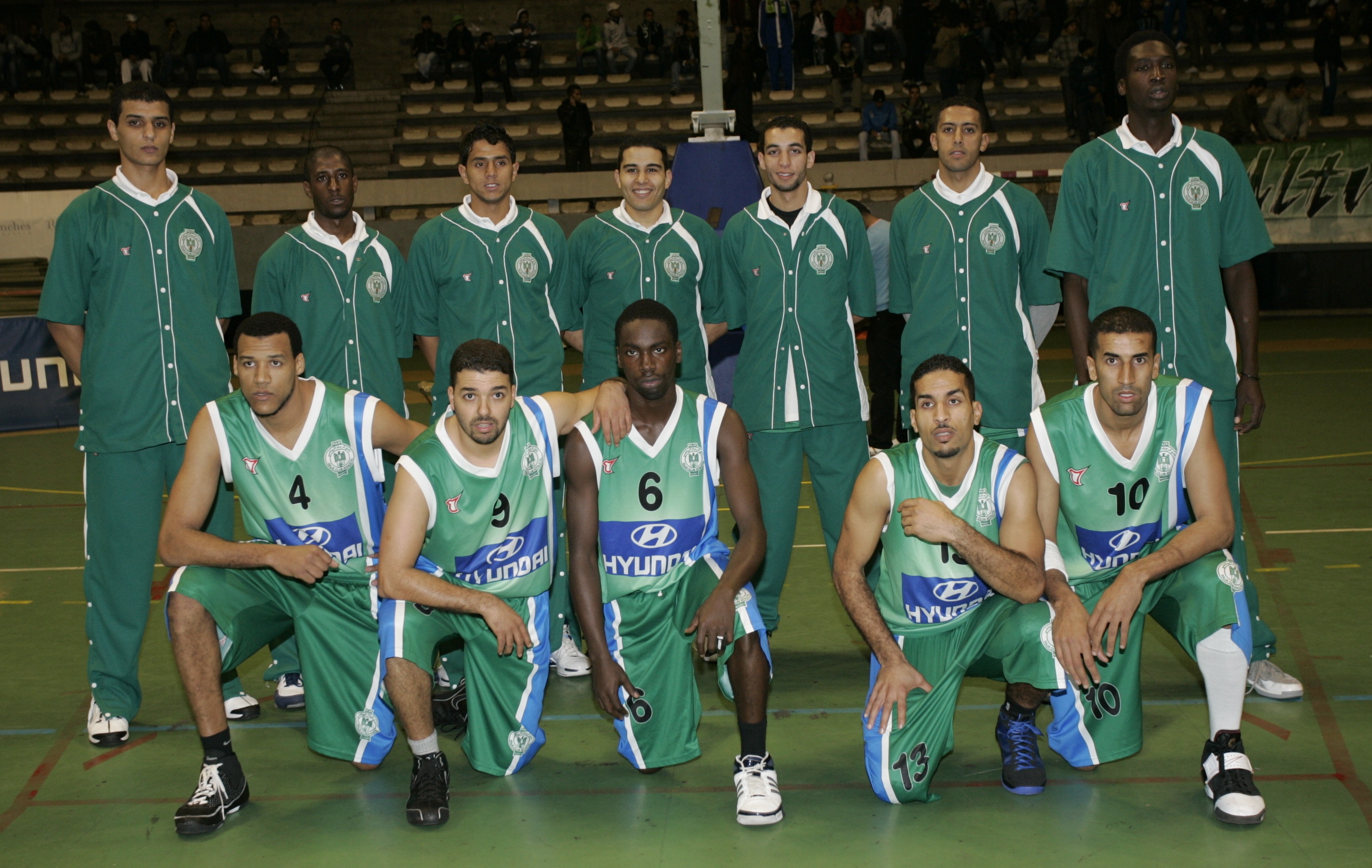
L'équipe du Raja CA de basketball en 2008

En 1993, la section football féminin du Raja CA voit le jour. Le club se dote d'une section de football féminin, avant même la création du Championnat du Maroc de football féminin, dont la première édition n'a été inaugurée qu'en 2001.
En 1999, la section basketball s'adjuge finalement son premier titre officiel en remportant la Coupe du Trône de basketball 1999. Le Raja bat le Maghreb de Fès en finale sur le score de (51-50). En Division Excellence, l'équipe terminera vice-championne derrière le Fath Union Sport.
Le 25 novembre 2010, les dames du Raja remportent leur premier titre en écrasant la Renaissance Sportive de Tan-Tan en finale de la 2e édition de la Coupe du trône sur le score de 6-1.
En janvier 2015, le Raja Club Athletic (beach soccer) voit le jour sous l'impulsion de Nassim El Haddaoui. La section est indépendante, elle n'est donc pas rattachée légalement au club omnisports.
En 2016, la section natation du Raja domine son sport et remporte le doublé Coupe-Championnat.
Le 10 janvier 2019, Mohamed Saïboub, président du comité directeur depuis 2014, est réélu pour un second mandat au terme de l'assemblée générale ordinaire qui s'est tenue dans la salle de conférences du Complexe Mohamed-V. L'assemblée a connu au même titre l'approbation des ajustements relatifs aux statuts du club sur la base des observations du Ministère de la Jeunesse et des Sports, et surtout l'annonce de la création de nouvelles sections concernant les disciplines suivantes : la boxe, l'aïkido, l'escrime, la plongée et le cyclisme, dont la section a été dissoute quelques années après sa fondation.
Le 2 septembre 2021, l'athlète du Raja CA section athlétisme Abdeslam Hili remporte la médaille d'or au terme de la finale de l'épreuve des 400 mètres T12 aux Jeux paralympiques 2020 de Tokyo. Âgé de 24 ans, il offre au Maroc sa première médaille d'or de ces jeux et bat le record mondial de la discipline avec une performance chronométrée à 47 s 59,.
Le 12 novembre, le club omnisports tient son assemblée générale extraordinaire au Complexe sportif Raja-Oasis. Le comité directeur discute de l'état sportif et administratif des sections et vote à l'unanimité un nouveau règlement intérieur.
Le 25 janvier 2022, la section beach soccer est officiellement reconnue comme étant dirigé administrativement et affiliée à la section football. Sa demande d'affiliation à la FRMF approuvée, elle pourra participer aux compétitions officielles organisées par la direction nationale.
Le 25 septembre, la section futsal renaît de ses cendres et regagne le Championnat d'élite en s'opposant au vainqueur de la Coupe du trône Loukous de Ksar El Kébir (défaite 2-5),. Le club a pu y parvenir en faisant l'acquisition du club casablancais AS Toumouh. La section féminine regagne également le division d'élite après l'acquisition du Club Sportif Atlas 05. Ceci s'inscrit dans la volonté du club de se conformer aux exigences de la FRMF qui oblige désormais les clubs d'élite d'avoir des équipes professionnelles de futsal et de football féminin.
Le 10 août 2023, les dames du basketball remportent le championnat de deuxième division et remontent en Première division en battant l'AS Lixus Larache en finale (60-39). La même équipe a également remporté le championnat national des moins de 19 ans un mois avant, un titre que les garçons ont gagné la saison précédente.
Le 22 avril 2024, l'équipe eSports du Raja CA remporte la première édition du championnat du Maroc eBotola (EA Sports FC) en battant le Wydad AC en finale (2 parties à 0). Le duo est formé par les champions du Maroc en solo Youssef Charif et Aymane Elazami. Le 26 avril, Charif bat son camarade pour représenter son club lors du FC Pro World Championship. Le 13 juillet à Berlin, il devient le premier joueur marocain à atteindre les demi-finales de la Coupe du Monde EA FC Pro. Il termine troisième du tournoi.

## Principales distinctions

### Football masculin
| Compétitions nationales | Compétitions internationales | Compétitions régionales |
| --- | --- | --- |
| - Championnat du Maroc (13) - Champion en 1988, 1996, 1997, 1998, 1999, 2000, 2001, 2004, 2009, 2011, 2013, 2020 et 2024 - Vice-champion en 1966, 1974, 1986, 1992, 1993, 2003, 2005, 2010, 2014, 2019, 2021. - Coupe du Trône (9) - Vainqueur en 1974, 1977, 1982, 1996, 2002, 2005, 2012, 2017 et 2024. - Finaliste en 1965, 1968, 1983, 1992 et 2013. | - Ligue des champions de la CAF (3) - Vainqueur en 1989, 1997 et 1999. - Finaliste en 2002. - Coupe de la confédération (2) - Vainqueur en 2018 et 2021. - Supercoupe de la CAF (2) - Vainqueur en 2000 et 2019. - Finaliste en 1998 et 2021. - Coupe de la CAF (1) - Vainqueur en 2003. - Coupe Afro-Asiatique (1) - Vainqueur en 1998. | - Ligue des champions arabes (2) - Vainqueur en 2006 et 2021. - Finaliste en 1996. - Coupe Nord-Africaine des champions (1) - Vainqueur en 2015. |

### Football féminin
| Compétitions nationales |
| --- |
| - Coupe du trône féminin (1) - Vainqueur en 2010. - Championnat du Maroc féminin - Vice-champion en 2009 - Championnat de la Ligue du Grand Casablanca - Vice-champion en 2022 |

### Futsal
| Compétitions nationales                                             |
| ------------------------------------------------------------------- |
| - Championnat du Maroc de Futsal D2 (2) - Champion en 2013 et 2016. |

### Basketball masculin
| Compétitions nationales | Compétitions internationales                                         |
| --- | -------------------------------------------------------------------- |
| - Division Excellence (2) - Champion en 2005 et 2006. - Vice-champion en 1999 et 2003. - Coupe du trône (2) - Vainqueur en 1999 et 2001. - Finaliste en 2006, 2008 et 2011 - Tournoi Mansour Lahrizi (1) - Vainqueur en 2007. - Première Division (1). - Champion en 2014. - Deuxième Division (1) - Champion en 2020. | - Coupe arabe des clubs champions de basket-ball - 3e place en 2006. |

### Basketball féminin
| Compétitions nationales                                                                  |
| ---------------------------------------------------------------------------------------- |
| - Deuxième division (1) - Champion en 2023 - Championnat national U19 - Champion en 2023 |

### Handball masculin
| Compétitions nationales | Compétitions amicales et internationales                                               |
| --- | -------------------------------------------------------------------------------------- |
| - Coupe Al Jawhari (1) - Vainqueur en 2007 - Championnat du Maroc - Vice-champion en 2003 - Troisième en 2010 et 2013. - Coupe du Trône - Finaliste en 2006 | - Tournoi Mazagan (1) - Vainqueur en 2011 - Coupe de la Fédération - Vainqueur en 2011 |

### Volleyball masculin
| Compétitions nationales |
| --- |
| - Championnat du Maroc (7) - Champion en 1988, 1989, 1990, 1991, 1993, 1994 et 1995. - Coupe du Trône (1) - Vainqueur en 1989. - Finaliste en 1996. - Supercoupe du Maroc (1) - Vainqueur en 1989 - Championnat du Maroc D2 (1) |

### Natation
| Compétitions nationales |
| --- |
| - Championnat du Maroc de natation (3) - Champion en 2014, 2015 et 2016. - 3e en 2019. - Coupe du trône de natation (2) - Champion en 1992 et 2016. - 2e en 2025. - 3e en 2015 et 2022. - Championnat du Maroc de natation (dames) (1) - Champion en 2019. - Coupe du trône de natation (dames) (1) - Champion en 2019. - Championnat du Maroc de natation (juniors) (2) - Champion en 1996 et 2015. |

### Water-polo
| Compétitions nationales | Compétitions internationales |
| --- | --- |
| - Championnat du Maroc de water-polo (6) - Champion en 1995, 1996, 1997, 1998, 1999 et 2000. - 3e en 2025 - Coupe du trône de water-polo (4) - Champion en 1990, 1993, 2002 et 2014. - Vice-champion en 2002, 2010, 2013, 2015 et 2016. - Championnat du Maroc de water-polo (juniors) (3) - Champion en 1992, 2015 et 2018. - Coupe feu Ahmed Yamani (1) - Vainqueur en 1992. - Tournoi du 8 mars (1) - Vainqueur en 2014. | - Championnat maghrébin des clubs champions (1) - Vainqueur en 1992. - Championnat arabe des clubs champions - Vice-champion en 1998. |

### Sports Subaquatiques
| Compétitions nationales |
| --- |
| - Championnat du Maroc NAP en piscine (4) - Champion en 2015, 2016, 2017 et 2018 - Championnat du Maroc NAP en eau libre (3) - Champion en 2016, 2017 et 2020 - Coupe du Trône (3) - Champion en 2016, 2017 et 2020 - Championnat du Maroc NAP en piscine (féminin) (2) - Champion en 2016 et 2019 - Championnat du Maroc NAP en eau libre (féminin) (1) - Champion en 2016 |

### Esport
| Compétitions nationales                                               | Compétitions internationales            |
| --------------------------------------------------------------------- | --------------------------------------- |
| - eBotola EA Sports FC (1) - Champion en 2024 - Vice-champion en 2025 | - Coupe du Monde EA FC Pro - 3e en 2024 |

### Escrime
| Compétitions nationales               |
| ------------------------------------- |
| - Championnat du Maroc d'escrime (13) |

## Infrastructures

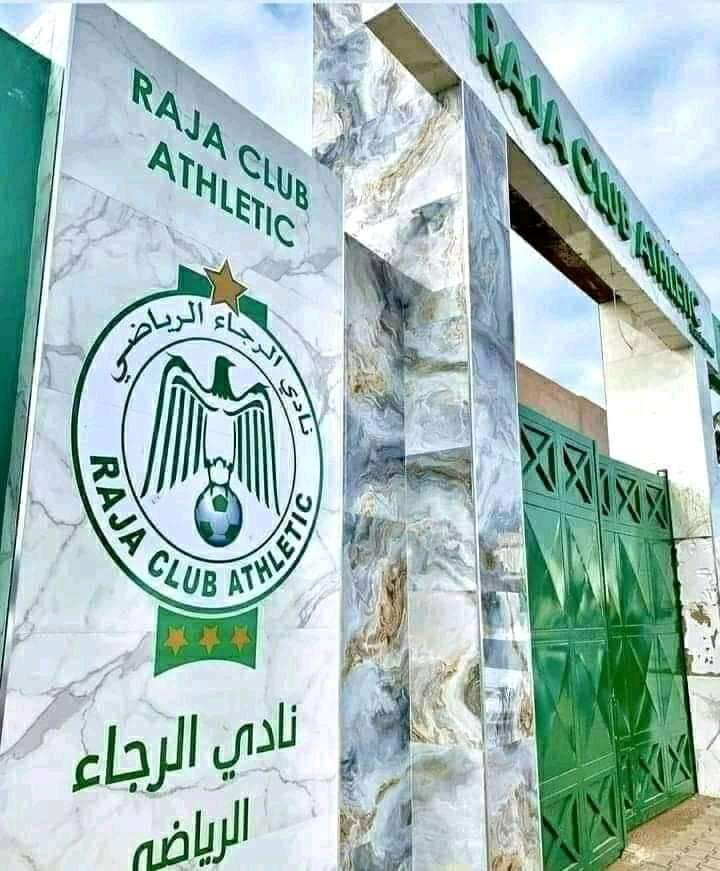
L'entrée du Complexe sportif Raja-Oasis

Le Raja Club Athletic dispose de plusieurs installations sportives pour ses sections, où les joueurs du club effectuent leurs entraînements et disputent leurs compétitions. Certains de ces infrastructures sont des propriétés du club, tandis que d'autres sont loués ou exploités à titre de concession.

### Actuelles
- L'Académie du Raja Club Athletic.
- Le Complexe sportif Raja-Oasis et le Stade Mohamed-V pour le football.
- Porte 17, plage de Ain Diab pour le beach soccer.
- La Salle Mohamed-V pour le basketball, le handball et le volleyball.
- Le Complexe Mohamed-V (piscine olympique) et le centre CIH Bank pour la natation, le sauvetage, les sports subaquatiques et le water-polo.
- L'académie du Raja de tennis de table.
- La Salle Bouchentouf pour le basketball
- La Salle Ouled Ziane pour le handball et le volleyball.
- Le Stade Moulay Rachid pour le cricket.
- La Casablancaise pour l'athlétisme.

### Anciennes
- Le Stade Tessema pour l'école de football et le football féminin.
- Stade Kahrama pour l'école de football.
- Le Vélodrome de Casablanca pour le cyclisme.
- L'annexe du Stade Mohammed V pour le hockey.
- La Salle Annassim pour le futsal.
- La Salle d'Al Hank pour le tennis de table et le badminton.
- Académie BSM Ain Diab pour le football de plage

Panorama du Stade Mohamed-V avant le match du Raja CA contre le Moghreb de Tétouan le 18 mai 2014

## Présidents
Le comité directeur du Raja Club Athletic siège au Complexe sportif Raja-Oasis, et est chargé de la gestion et de la coordination entre toutes les sections du club, il est donc à différencier du comité de la section football. Son président est élu par les présidents des sections lors de l'assemblée générale ordinaire élective qui se tient tous les quatre ans.
Mohamed Aouzal préside le comité directeur depuis sa mise en place en 1992 jusqu'à l'élection de Mohamed Boudrika en juin 2012. Il dirigera par la suite la section football et le comité directeur omnisports jusqu'en juillet 2014 où il présente sa démission pour se focaliser sur sa fonction au sein de la section football. Mohamed Saïboub, qui occupait alors les fonctions de président de la section lutte et de secrétaire général du comité directeur, lui succède. Le 10 janvier 2019, Mohamed Saïboub est réélu pour un second mandat au terme de l'assemblée générale extraordinaire tenue dans la salle de conférences du Complexe Mohamed-V.

### Comité directeur
| Rang | Nom                     | Nationalité | Début du mandat | Fin du mandat |
| ---- | ----------------------- | ----------- | --------------- | ------------- |
| 1    | Mohamed Aouzal          | Maroc       | 1992            | juillet 2014  |
| 2    | Mohamed Saïboub         | Maroc       | juillet 2014    | avril 2019    |
| 3    | Hassan Sniny            | Maroc       | avril 2019      | juin 2020     |
| 4    | Dalil Skalli (intérim.) | Maroc       | juin 2020       | novembre 2021 |
| 5    | Mustapha Amzal          | Maroc       | novembre 2021   | -             |

### Conseil administrateur
| Rang | Nom              | Nationalité | Début du mandat | Fin du mandat |
| ---- | ---------------- | ----------- | --------------- | ------------- |
| 1    | Mohamed Boudrika | Maroc       | juin 2012       | juin 2016     |
| 2    | Saïd Hasbane     | Maroc       | juin 2016       | août 2018     |
| 3    | Moncef Abied     | Maroc       | août 2018       | -             |